# Якобсбери
Якобсбери (на шведски: Jakobsberg) е град в лен Стокхолм, Югоизточна Швеция. Главен административен център на община Йерфела. Якобсбери е предградие (град-сателит) на Стокхолм. Намира се на около 20 km на северозапад от централната част на Стокхолм. Има жп гара. До северната му част е едно от летищата на Стокхолм. Населението на града е 25 923 жители според данни от преброяването през 2010 г.

## Личности

### Починали в Якобсбери
- генерал Никола Попов (1903 – 2007), български военен деец, командващ противовъздушната отбрана на София по време на Втората световна война.